# Pure Noise Records
Pure Noise Records est un label discographique américain, basé à Nashville, Tennessee. Il est fondé par Jake Round en 2009 alors qu'il est encore rédacteur chez AMP ; l'automne précédent, ses amis du groupe No Bragging Rights lui ont dit qu'ils cherchaient un nouveau label, et Round a exprimé son intérêt pour sortir l'album lui-même. Avant cela, Round avait fait un bref passage en tant que stagiaire chez Fat Wreck Chords. Bien que le label ait commencé à fonctionner à domicile et n'ait sorti que cinq albums à la fin de l'année 2010, en 2014, certains membres du label étaient des groupes de premier plan au Vans Warped Tour, et d'autres avaient vendu près de 50 000 exemplaires de leurs albums.
En mars 2014, le catalogue du label se vend à plus de 280 000 exemplaires, avec notamment Vanna et Hit the Lights. En mars 2017, Pure Noise Records s'associe à Sony Music pour créer un nouveau label appelé Weekday Records.

## Histoire
À l'origine, le label s'appelle Pure Noise Entertainment, et devait devenir une simple agence de concerts, mais Round décide de fonder un label discographique après avoir organisé deux tournées de concerts parce qu'il ne se voyait pas comme un promoteur de concerts. La première sortie est un CD du groupe américain de hardcore mélodique No Bragging Rights. Au départ, Round envoie leur démo à des labels dans l'espoir qu'un label signe le groupe. Comme rien ne se concrétise, il décide de produire l'album lui-même. Il demande à sa mère si elle pouvait lui donner de l'argent pour produire un CD, ce qu'elle accepte. Le LP qui en résulte, The Consequence of Dreams, est le premier album publié par Pure Noise. Craig Ericson (fondateur de Rise Records) conseille souvent Round durant cette période.
Entre 2008 et 2010, le label fonctionne de lui-même, et ne met que cinq productions sur le marché. Entre-temps, Pure Noise signe deux groupes, Landscapes (Angleterre) et The Story So Far, entre autres, qui réussissent à atteindre un plus haut degré de popularité. Landscapes effectue plusieurs tournées en Europe et le deuxième album de The Story So Far atteint une position dans le classement officiel du Billboard. En 2014, The Story So Far joue pour la première fois sur la scène principale du Warped Tour, et vend près de 50 000 exemplaires de son album What You Don't See. Avec The Finer Things by State Champs (#131) et Angst by Handguns (#155), le label sort deux autres albums qui se hissent dans le Billboard 200 officiel américain. Plus de 280 000 disques sont vendus dans le monde entier au cours des cinq premières années d'existence de la maison de disques. Round partage désormais un bureau avec le manager de concerts Brad Wiseman de l'agence Soroka.